# The Walking Dead: Declínio
The Walking Dead: Declínio (no original, em inglês: Robert Kirkman's The Walking Dead: Descent) é um romance de terror pós-apocalíptico escrito por Jay Bonansinga e lançado em 14 de outubro de 2014. O romance é um spin-off da série de quadrinhos The Walking Dead e continua a explorar a história de uma das personagens mais infames da série, Lilly Caul. Descent é o primeiro livro de uma segunda série de romances de quatro partes.

## Enredo
Lilly Caul luta para reconstruir Woodbury após a morte chocante do Governador em um último ato impressionante e horrível.
Das cinzas de seu passado sombrio, Woodbury, na Geórgia, torna-se um oásis de segurança em meio à praga dos mortos-vivos, uma cidade renascida após seu ex-líder tirânico, Philip Blake, também conhecido como O Governador. O legado de loucura de Blake ainda assombra esta pequena comunidade murada, mas Lilly Caul e um pequeno bando de sobreviventes estão determinados a superar seu passado traumático... mesmo quando uma vasta debandada de zumbis está se aproximando deles. Logo Lilly e os moradores da cidade devem unir forças com uma misteriosa seita religiosa recém-saída do deserto. Liderado por um enigmático pregador chamado Jeremiah, este grupo de igreja desonesto parece feito sob medida para o sonho de Woodbury e Lilly de um futuro democrático e familiar. Mas Jeremiah e seus seguidores guardam um segredo obscuro, cuja evidência começa a se desvendar muito gradualmente. Agora Lilly está presa no centro escuro de um conflito crescente... e serão necessários todos os seus instintos e habilidades para sobreviver tanto aos vivos quanto aos mortos.